# Helen Dukas
Helen Dukas (* 17. Oktober 1896 in Freiburg im Breisgau als Helene Dukas; † 10. Februar 1982 in Princeton) war die Sekretärin und Nachlassverwalterin von Albert Einstein und dessen Biographin.

## Leben
Dukas war eine deutschstämmige Jüdin. Ihr Vater Leopold Dukas war Kaufmann in Sulzburg und ihre Mutter Hannchen Liebmann kam aus Hechingen. Sie besuchte bis 1911 die höhere Töchterschule in Freiburg, war aber nach dem Tod der Mutter gezwungen, die Ausbildung aufzugeben und für die Familie zu sorgen (sie hatte sechs Geschwister). 1919 starb ihr Vater und sie begann als Kindergärtnerin zu arbeiten. 1921 ging sie als Lehrerin nach München und 1923 nach Berlin, wo sie Sekretärin bei einem Verlag war. Im April 1928 wurde sie durch Vermittlung von Einsteins Frau Elsa (die die Familie Dukas kannte und ebenfalls aus Hechingen war) die Privatsekretärin von Albert Einstein, was sie bis zu Einsteins Tod 1955 blieb. Sie ging mit ihm 1933 in die Vereinigten Staaten und wurde 1940 US-Staatsbürgerin (gleichzeitig mit Einstein und seiner Stieftochter Margot). Dukas heiratete nie. Nach dem Tod von Einsteins Ehefrau Elsa 1936 wurde sie auch Einsteins Haushälterin.
1950 wurde sie von Albert Einstein mit Otto Nathan zur Testamentsvollstreckerin und Nachlassverwalterin bestimmt. Sie organisierte und ordnete dessen schriftlichen Nachlass, der später an die Hebräische Universität in Jerusalem kam, und sorgte für die Herausgabe der Gesammelten Werke. Ab 1955 wohnte sie in Einsteins Haus in der Mercer Street mit dessen Stieftochter Margot. Bis zu ihrem Tod 1982 an einem durchbrochenen Magengeschwür ging sie regelmäßig in ein kleines Büro im Institute for Advanced Study, wo sie an der Ordnung von Einsteins Nachlass arbeitete. Sie fertigte zahlreiche Transkripte an, sammelte Einstein-Dokumente und kommentierte den Nachlass.
Dukas wurde als intelligent und zurückhaltend beschrieben. Sie war äußerst loyal zu Einstein, den sie in der Öffentlichkeit und auch nach dessen Tod nur mit Professor anredete. Da sie sehr bemüht war, alles möglicherweise öffentlich Abträgliche aus dem Privatleben unter Verschluss zu halten, bezeichnete sie Einstein auch als seinen Cerberus.
Sie verfasste mit Banesh Hoffmann eine Einstein-Biographie und ein Buch mit Erinnerungen an Einstein.

## Schriften
- Banesh Hoffmann, Helen Dukas: Albert Einstein, Creator and Rebel. Viking Press, New York, 1972, ISBN 0-670-11181-3.
Reprint: Albert Einstein. Paladin Grafton Books, London, 1986, ISBN 0-586-08195-X.
  - Deutsche Ausgabe Albert Einstein. Schöpfer und Rebell. Belser, Dietikon-Zürich, 1976, ISBN 3-7276-7018-5.
- Banesh Hoffmann, Helen Dukas (Hrsg.): Albert Einstein, the human side: New glimpses from his archives. Princeton University Press, Princeton (NJ), 1979, ISBN 0-691-08231-6.
Neuauflage: Princeton University Press, Princeton (NJ), 2016, ISBN 978-1-4008-4812-6.